# 鱼焉铁路
鱼焉铁路即原南疆铁路鱼儿沟至焉耆段，于1974年开工，1979修建完成，2015年随着吐鲁番至库尔勒第二双线开通，本段不再运行客运列车，仅在巴伦台至焉耆段运营和静钢铁厂的货车，路程中景色十分优美。